# Youssef Ben Hamou
Youssef Ben Hamou, né le 8 octobre 1994 à Amsterdam (Pays-Bas), est un kickboxeur néerlandais d'origine marocaine devenu tueur à gages spécialisé dans le trafic de drogue et les assassinats dans le conflit Mocro-oorlog.
Arrêté à Bruxelles le 30 avril 2021, il est condamné à quatorze ans de prison pour assassinat.

## Biographie

### Enfance
Youssef Ben Hamou naît à Amsterdam et grandit dans le quartier Bos en Lommer. Âgé de douze ans, il commence le sport de combat en muay-thaï et participe à des compétitions nationales au Sporthal Oostzaan jusqu'en 2015,.
En 2016, il est arrêté par la police néerlandaise à la suite d'une tentative de cambriolage à Amsterdam.

### Mocro-oorlog
- En novembre 2018, Youssef Ben Hamou prépare l'assassinat de Hensley J. à l'aide d'un appareil localisateur plaqué en dessous du véhicule de ce dernier. Des audios de Youssef Ben Hamou révèlent la planification d'un assassinat à l'aide d'un fusil mitrailleur[3]. Il explique à son co-tueur à gage la façon dont il assassinera le trafiquant Hensley J. (plusieurs balles derrière la tête)[4].
- À la suite d'une perquisition qui est menée dans le domicile de Youssef Ben Hamou, le jeune homme est arrêté et condamné à trois ans de prison pour tentative d'assassinat pour détention d'armes à feu.
- Le 21 décembre 2019, Youssef Ben Hamou tire sur Ray Tensaini (35 ans) et son beau-frère dans un appartement à Almere à l'aide d'une Kalachnikov RPK[5]. Ray Tensaini décède pendant que son beau-frère est emmené entre la vie et la mort à l'hôpital[6]. Il prend ensuite la fuite avec Younes El M., un membre du réseau[7].
- À la suite de cet assassinat, la police néerlandaise promet un chèque de 10 000 euros à partir du 19 mai 2020[8], à toutes personnes donnant des indices au lieu où-est ce que Youssef Ben Hamou pourrait se trouver[9],[10].

Le 3 février 2021, alors que Youssef Ben Hamou est toujours en fuite, sa sentence tombe et il est condamné à quatorze ans de prison pour l'assassinat de Ray Tensaini ainsi que la tentative d'assassinat de son beau-frère,.

### Arrestation et condamnation
Après une fuite d'un an et demi, Youssef Ben Hamou est arrêté le 30 avril 2021 à Anderlecht en Belgique,,. Le jour de son arrestation, les Pays-Bas demandent son extradition vers le pays pour y être jugé,.

### Ouvrages
Cette bibliographie est indicative.
 : document utilisé comme source pour la rédaction de cet article.
- (nl) Wouter Laumans, Wraak, Overamstel Uitgevers, 2019 (ISBN 978-90-488-3621-5)

 : document utilisé comme source pour la rédaction de cet article.
- (nl) Marijn Schrijver, Mocro Maffia, Lebowskipublishers, 2015, 256 p. (ISBN 978-90-488-2803-6)